# アマクナック島
アマクナック島(アマクナックとう、英:Amaknak Island , Umaknak Island　アレウト語:Amaxnax)とは、アリューシャン列島フォックス諸島を構成する一つの島である。

## 概要
アリューシャン列島フォックス諸島のウナラスカ島の北東部にある小島である。
1942年、島の港湾であるダッチハーバー(Dutch Harbor)を日本海軍が空襲した。

## 地理
面積は8.5km2でウナラスカの人口約59%を占め、2000年時点の人口は2524人で最も人口が多い島である。